# Dr. Reinfried Pohl Stiftung
Die Dr. Reinfried Pohl Stiftung wurde am 6. Oktober 1997 von Reinfried Pohl gegründet. Die Stiftung hat ihren Sitz im hessischen Marburg als rechtsfähige Stiftung des bürgerlichen Rechts.

## Stiftungszweck
Der Zweck der Stiftung ist die Förderung von Wissenschaft und Forschung. Insbesondere werden die Fachbereiche Medizin und Rechtswissenschaften der Philipps-Universität Marburg gefördert. Vorsitzender des Vorstandes ist Udo Corts. Von der hessischen Landesregierung wurde die Stiftung im Februar 2011 als Stiftung des Monats ausgezeichnet.

## Stiftungsprojekte
- Eine auf sieben Jahre angelegte Professur für Kardioprävention im Fachbereich Medizin
- Forschungsprofessur für Molekulare Kardiologie
- Lehrzentrum für den Fachbereich Medizin[3]
Dieses Lehrzentrum ist insofern ungewöhnlich, als es neben einem Übungs-OP auch eine nachgebaute Hausarztpraxis und eine Patientenwohnung sowie eine Kita für die Kinder der Studenten und Mitarbeiter umfasst. Ohne die Unterstützung der Stiftung hätte dieses Ausbildungszentrum nicht realisiert werden können.[4][5]
- Krebsberatungsstelle
Dort betreuen Psychologen, Sozialpädagogen und Sozialarbeiter Patienten und deren Angehörige.
- Maßgebliche Unterstützung der Forschungsstelle für Finanzdienstleistungsrecht
- Bereitstellung von mehr als 500 Laptops für die Studenten der Forschungsstelle Rechtsinformatik
- Bestuhlung der alten Aula sowie Restauration der dortigen Orgel

Für die Projekte wurden bisher mehrere Millionen Euro aufgebracht.